# Premium MotoGP
Premium MotoGP è stato un canale televisivo a pagamento dedicato al Motomondiale, prodotto da Mediaset e disponibile all'interno della piattaforma televisiva Mediaset Premium.

## Storia
Premium MotoGP ha iniziato le trasmissioni il 10 aprile 2009 sul mux Mediaset 1. Le trasmissioni sono terminate il 17 novembre 2011, giorno nel quale il canale è stato sostituito da Premium Calcio 7. L'edizione 2012 del Motomondiale è  stato trasmessa integralmente su Italia 2 (prove libere e warm-up) e su Italia 1 (qualifiche e gare ufficiali).

## Contenuti
Premium MotoGP è stato un canale dedicato esclusivamente al Motomondiale. Trasmetteva infatti tutte le gare, incluse qualifiche, prove libere e warm up, delle classi 125, Moto2 e MotoGP del Motomondiale, in 16:9 e senza spot pubblicitari. Il 26 ottobre 2011 il canale ha ospitato per la prima volta la partita del campionato italiano di calcio tra Siena e Novara.

## Telecronisti
La telecronaca del Motomondiale era affidata a Giulio Rangheri, il commento tecnico era di Max Temporali, mentre i commenti a caldo dei protagonisti erano affidati ad Alen Bollini.